# Мельникова, Галина Витальевна
Галина Мельникова (род. 23 декабря 1936, Ташкент, Узбекская ССР, СССР) - диктор узбекского телевидения. На телевидении работала с 1956 года. В течение многих лет вела программу «Ахборот», а также торжественные и праздничные мероприятия. Народная артистка Узбекистана (2016).

## Биография и творчество
Галина Мельникова родилась 23 декабря 1936 года в Ташкенте. В 1961 году окончила Педагогический институт иностранных языков .
26 декабря 1956, в возрасте 20 лет, Мельникова впервые выступила в прямом эфире Республиканской телерадиокомпании. На протяжении 55 лет она проработала в штате телерадиокомпании, вела информационную программу «Ахборот», была ведущей фестивалей, брала интервью у Майи Плисецкой, потом с Эдитой Пьехой, с Галиной Вишневской, с Шостаковичем, с Хачатуряном, с Генрихом Боровиком, с артистами театра «Современник», с киноартистами: с Лией Ахеджаковой, с Людмилой Касаткиной, с Игорем Квашой, с Олегом Ефремовым.
Галина Витальевна стояла у истоков узбекского телевидения, вела многие популярные программы, читала с экранов узбекского телевидения важнейшие официальные документы и новогодние поздравления народу в период независимости. Она брала интервью у многих советских деятелей и даже встречалась с самим Юрием Левитаном.
На протяжении многих лет она представляла узбекское искусство и литературу в Москве — была ведущей концертов с участием узбекских артистов в Кремлёвском дворце съездов, в Звёздном городке. Несмотря на неоднократные приглашения на работу в Москву, осталась работать на Узбекском телевидении. На протяжении многих лет вела информационную программу «Ахборот», ныне «Узбекистон-24».
Галина Мельникова с 1990 года является членом попечительского совета «Мехржон» и проводит марафоны детского творчества воспитанников детских домов и школ-интернатов, адаптирует детей-сирот к социальной жизни, развивая их творческие способности. За свою благотворительную деятельность Галина Мельникова была удостоена высокой христианской наградой — медалью ордена Святителя Николая, Архиепископа Мирликийского, Чудотворца за заслуги в благотворительности. Награду вручил митрополит Ташкентский и Среднеазиатский Викентий.
В 2020 году вышла книга о Мельниковой под названием — «Галина Мельникова. Живой символ эпохи». Презентация книги состоялась в Национальной библиотеке Узбекистана им. Алишера Навои.

В день восьмидесятилетия Галине Мельниковой, 23 декабря 2016 года было присвоено звание «Народная артистка Узбекистана». Звание было присвоено Указом Президента Республики Узбекистан Шавката Мирзиёева:
"За многолетнюю плодотворную творческую деятельность в Национальной телерадиокомпании Узбекистана, достойный вклад в дело развития дикторского искусства, повышения духовного потенциала народа, воспитания молодого поколения в духе патриотизма, уважения к национальным и общечеловеческим ценностям присвоить Галине Витальевне Мельниковой почетное звание «Народный артист Республики Узбекистан», — говорится в указе главы государства.
28 ноября 2017 года глава России Владимир Путин издал указ о награждении «Орденом Дружбы» народной артистки Узбекистана, диктора национального телевидения, члена попечительского совета благотворительного фонда «Мехржон» Галины Мельниковой. В тексте указа говорится, что Мельникова получила награду за заслуги в укреплении дружбы и сотрудничества между народами России и Узбекистана.

## Награды
- Орден «За бескорыстную службу» (23 августа 2013 года) — за весомый вклад в укрепление независимости Родины, развитие национальной идеи, возрождение духовности, повышение самосознания народа, за яркий талант и творчество, научную деятельность, самоотверженный труд, воспитание гармонично развитого поколения в духе любви к Родине и народу, верности идеям независимости и активное участие в общественной жизни[14][15].
- Орден «Дружба» (27 августа 1998 года) — за заслуги в укреплении дружбы, солидарности и взаимного согласия между проживающими в Узбекистане нациями и народностями, а также за личный вклад своим трудом в дело повышения славы и авторитета страны[16].
- Орден Дружбы (27 ноября 2017 года, Россия) — за заслуги в укреплении дружбы и сотрудничества между народами, плодотворную деятельность по сближению и взаимообогащению культур наций и народностей[17].
- Медаль Пушкина (28 февраля 2008 года, Россия) — за большой вклад в распространение, изучение русского языка и сохранение культурного наследия, сближение и взаимообогащение культур наций и народностей[18].
- Народная артистка Узбекистана (23 декабря 2016 года) — за многолетнюю плодотворную творческую деятельность в Национальной телерадиокомпании Узбекистана, достойный вклад в дело развития дикторского искусства, повышения духовного потенциала народа, воспитания молодого поколения в духе патриотизма, уважения к национальным и общечеловеческим ценностям[19].
- Заслуженная артистка Узбекской ССР (1975 год).
- Почётная грамота Республики Узбекистан (4 декабря 1993 года) — за многолетний добросовестный труд во имя расцвета республики и активное участие в общественной жизни[20].
- «Мехнат фахрисий» 1 степени (2019 год)[21].
- Медаль ордена Святителя Николая, Архиепископа Мирликийского, Чудотворца.
- Национальная премия «Олтин калам»[22].